# Выселки (Мордовия)
Выселки — посёлок в Зубово-Полянском районе Мордовии России. Входит в состав Мордовско-Полянского сельского поселения.

## История
Основано в начале 1930-х годов переселенцами из села Булдыгино.

## Население
| 2002 | 2010 |
| ---- | ---- |
| 110  | ↘103 |

Национальный состав
Согласно результатам Всероссийской переписи населения 2002 года, в национальной структуре населения мордва-мокша составляли 98 %.